# Толентино, Артуро Модесто
Арту́ро Моде́сто Толенти́но (исп. Arturo Modesto Tolentino; 19 сентября 1910, Тондо, Манила, Филиппины — 2 августа 2004, Кесон-Сити, Манила, Филиппины) — филиппинский политик, вице-президент (1986), министр иностранных дел Филиппин (1984—1985).

## Биография
Получил юридическое и философское образование в University of Santo Tomas.
Являлся профессором ведущих филиппинских университетов.
В 1949—1957 гг. — депутат палаты представителей,
в 1957—1972 гг. — сенатор,
в 1966—1967 гг. — президент Сената.
В 1984—1985 гг. — министр иностранных дел Филиппин.
В 1986 г. был избран вице-президентом в тандеме с Фердинандом Маркосом, однако фактически он не смог приступить к исполнению полномочий, поскольку армия отказалась подчиняться Маркосу, обвиненному в фальсификации итогов выборов, вынудив его уйти в отставку. В июле 1986 г. Толентино попытался объявить себя президентом, однако не нашел поддержки у военных и населения, главой государства стала Корасон Акино.
в 1992—1995 гг. — сенатор.
После поражения на выборах в сенат в 1995 г. ушел из политики.
Похоронен на Кладбище Героев в Тагиге.